# Casey (Illinois)
Casey es una ciudad ubicada en el condado de Clark en el estado estadounidense de Illinois. En el Censo de 2010 tenía una población de 2769 habitantes y una densidad poblacional de 495,42 personas por km².

## Geografía
Casey se encuentra ubicada en las coordenadas 39°18′10″N 87°59′22″O / 39.30278, -87.98944. Según la Oficina del Censo de los Estados Unidos, Casey tiene una superficie total de 5.59 km², de la cual 5.59 km² corresponden a tierra firme y (0%) 0 km² es agua.

## Demografía
Según el censo de 2010, había 2769 personas residiendo en Casey. La densidad de población era de 495,42 hab./km². De los 2769 habitantes, Casey estaba compuesto por el 98.19% blancos, el 0.43% eran afroamericanos, el 0.07% eran amerindios, el 0.33% eran asiáticos, el 0.04% eran isleños del Pacífico, el 0.36% eran de otras razas y el 0.58% pertenecían a dos o más razas. Del total de la población el 1.81% eran hispanos o latinos de cualquier raza.